# Tongbao
Tongbao war eine Automarke aus der Volksrepublik China.

## Unternehmensgeschichte
Als Hersteller ist für die Zeit von 1996 bis 1997 Yuanhu Special Vehicle No. 3 Works aus der Provinz Anhui überliefert. Für 1997 wird Wuhu Special Vehicle Works aus Wuhu genannt. Im Mai 2001 gab es Pläne für eine Zusammenarbeit mit Worldstar, die zu keiner Produktion führte. 2003 kam es zu einer Zusammenarbeit mit Changan. Im Dezember 2004 gründeten Tongbao Automobile Co. Ltd. und die Zongshen Industrial Group das neue Unternehmen Zongshen Tongbao Automobile Manufacturing Co. Ltd., an der Tongbao Automobile 20 % der Anteile besaß und die Zongshen Industrial Group den Rest. Eine andere Quelle bezeichnet es als Fusion. Deren Markenname lautet allerdings Zongshen. 2008 endete die Vermarktung von Kraftfahrzeugen der Marke Tongbao.

## Fahrzeuge
Der No. 3 stand von 1996 bis 1997 im Angebot. 1997 folgte der WHW 6400. Die Karosserien dieser Kleinwagen bestanden aus Fiberglas. Von diesen Modellen entstanden etwa 100 Fahrzeuge pro Jahr. Eine andere Quelle nennt einen Motor mit 970 cm³ Hubraum und 32 kW Leistung. Außerdem fertigte das Unternehmen einige Hyundai Accent im CKD-Verfahren, die ebenfalls als Tongbao vermarktet wurden. Ab 2003 kam es mit Hilfe von Changan zur Produktion von kleinen Nutzfahrzeugen.